# Sklepienie żaglaste

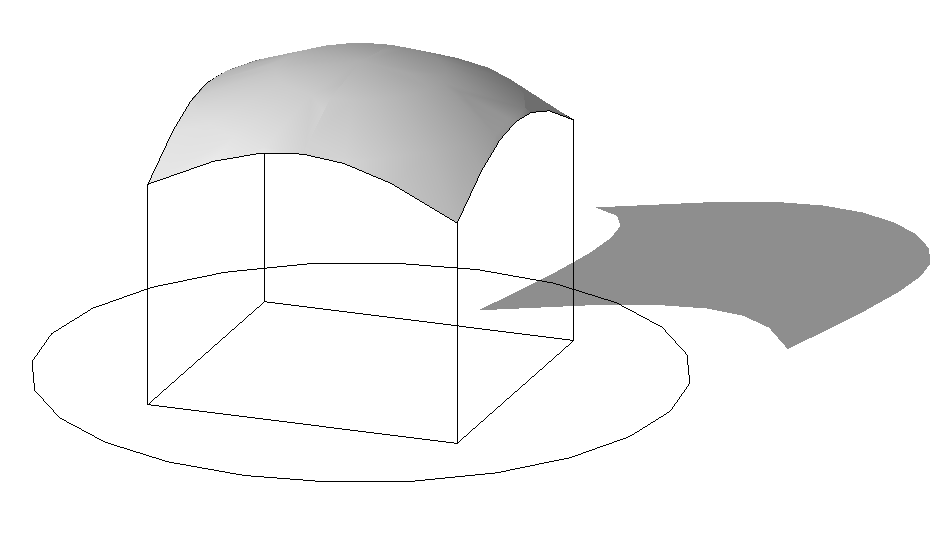
Sklepienie żaglaste

Sklepienie żaglaste – sklepienie na planie kwadratu lub innego wieloboku, zbudowane z czaszy kuli lub elipsoidy, o średnicy większej niż przekątna wieloboku stanowiącego plan pomieszczenia przykrytego tym sklepieniem.
Sklepienie żaglowe (czeska kapa) – sklepienie na planie kwadratu lub innego wieloboku, zbudowane z czaszy kuli lub elipsoidy, ale o średnicy równej połowie przekątnej wieloboku stanowiącego plan pomieszczenia pokrytego tym sklepieniem.

Konstrukcja czaszy sklepienia żaglowego - rysunek poglądowy

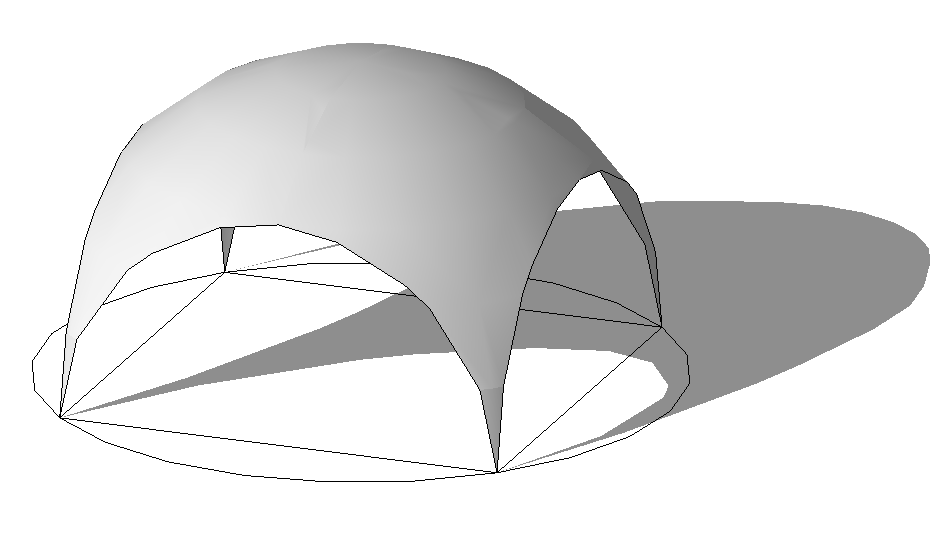
Sklepienie żaglowe

Sklepienie żaglowe